# Rumsen
Le rumsen (ou coastanoan de Monterey) est une langue costanoane de la branche des langues costanoanes du Sud parlée aux États-Unis, en Californie, le long des côtes de la baie de Monterey, entre Monterey et Big Sur et dans la  basse vallée de la rivière Salinas.
Dans la deuxième moitié du XVIIIe siècle, la langue était parlée par 800 Rumsen. Elle est aujourd'hui éteinte. Des initiatives locales de restauration sont toutefois déployées, notamment par la chercheuse et artiste Linda Yamane.

## Phonologie
L'inventaire des phonèmes du rumsen est identique à celui du mutsun.

### Voyelles
|         | Antérieure    | Centrale      | Postérieure   |
| ------- | ------------- | ------------- | ------------- |
| Fermée  | i [i] iˑ [iː] |               | u [u] uˑ [uː] |
| Moyenne | e [e] eˑ [eː] |               | o [o] oˑ [oː] |
| Ouverte |               | a [a] aˑ [aː] |               |

### Consonnes
|               |               | Bilabiale | Dentale | Rétroflexe | Latérale | Palatale | Vélaire | Glottale |
| ------------- | ------------- | --------- | ------- | ---------- | -------- | -------- | ------- | -------- |
| Occlusives    | Occlusives    | p [p]     | t [t]   | ṭ [ʈ ]     |          |          | k [k]   | ʔ [ʔ]    |
| Fricatives    | Fricatives    |           | s [s]   | ṣ [ʂ]      |          | š [ ʃ ]  | x [ x]  | h [h]    |
| Affriquées    | Affriquées    |           | c [t͡s]  | ċ [t͡ʂ]     |          | č [ t͡ʃ ] |         |          |
| Nasales       | Nasales       | m [m]     | n [n]   |            |          |          |         |          |
| Liquides      | Liquides      |           |         |            | l [l]    |          |         |          |
| Semi-voyelles | Semi-voyelles | w [w]     |         |            |          | j [ j]   |         |          |